# 17210 Nadinemeister
17210 Nadinemeister è un asteroide della fascia principale. Scoperto nel 2000, presenta un'orbita caratterizzata da un semiasse maggiore pari a 3,172414 UA e da un'eccentricità di 0,043666, inclinata di 13,453157° rispetto all'eclittica.